# Barochoria

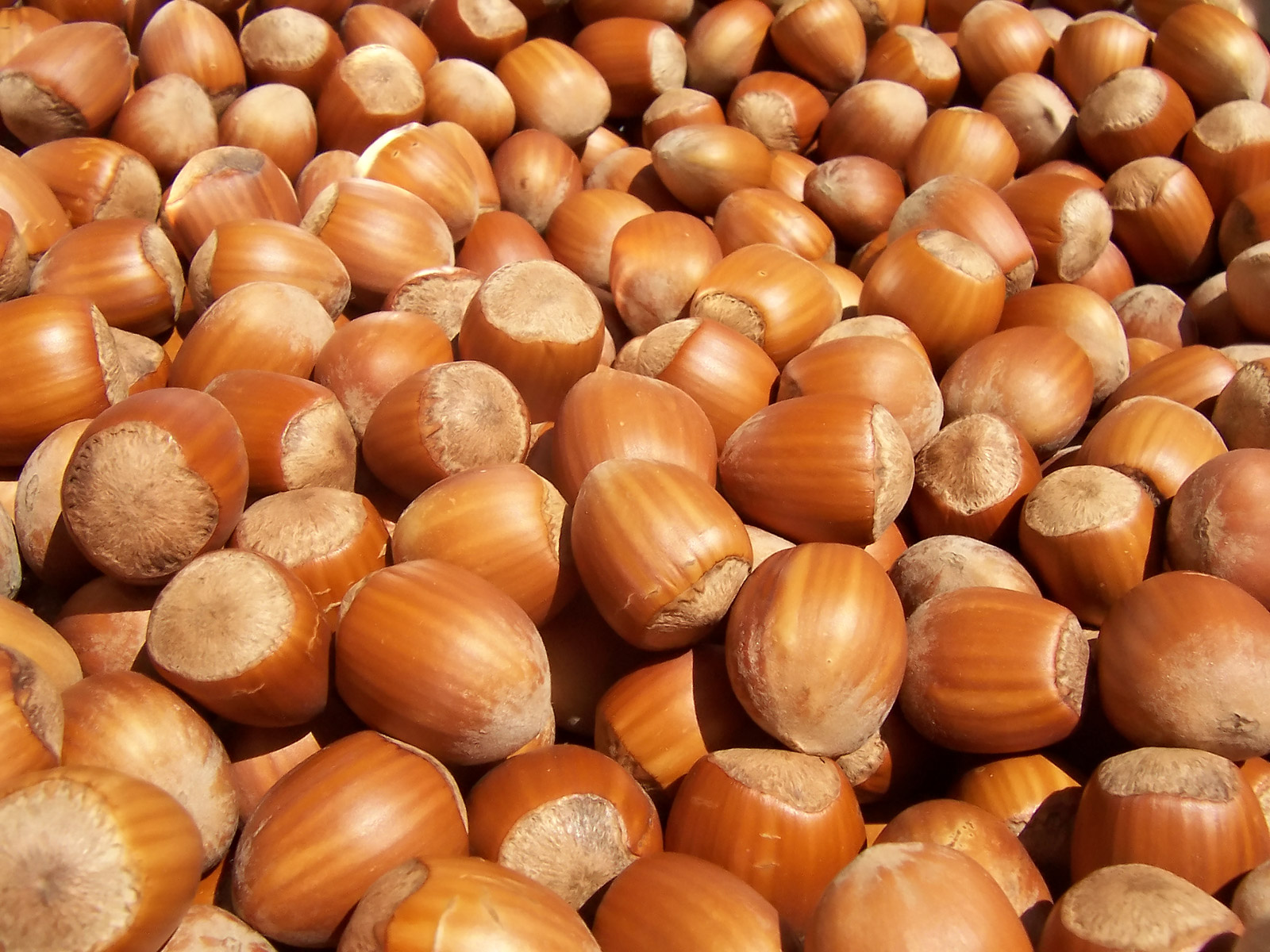
Owoce leszczyny rozsiewane są barochorycznie

Barochoria – jeden ze sposobów rozprzestrzeniania diaspor roślin, polegający na ich spadaniu na ziemię pod wpływem siły grawitacji. Diaspory trafiają w bezpośrednie sąsiedztwo rośliny macierzystej, ewentualnie zatrzymują się w pewnym oddaleniu po uderzeniach w przeszkody lub stoczeniu się z pochyłości terenu. Ponieważ ten sposób rozsiewania ma niewielki zasięg – osobniki potomne osiedlają się w sąsiedztwie roślin macierzystych – barochoria bywa nierzadko wstępem do innych sposobów rozsiewania – głównie przez wodę (hydrochoria) i zwierzęta (zoochoria). 
Rośliny barochoryczne, które zrzucają całe owoce lub nasiona to np. dąb, buk i kasztanowiec, barochory zrzucające rozmnóżki wegetatywne to np. lilia bulwkowata i rdest żyworodny, zrzucające zarodniki to mszaki i porosty.